# Prerrenacimiento en España

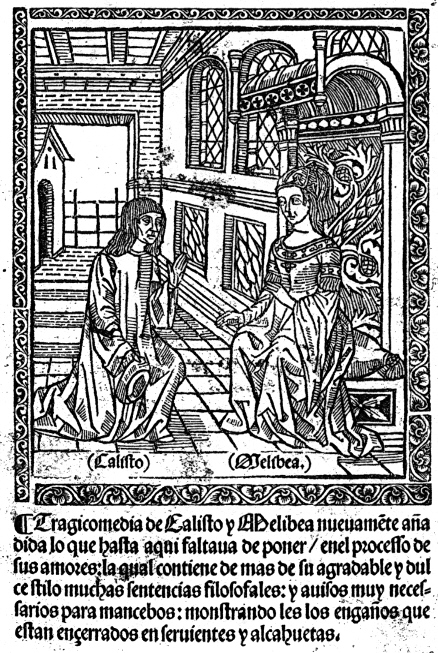
La Celestina, una de las obras capitales del Prerrenacimiento en España.

Se denomina El Prerrenacimiento a una época coyuntural y estética que constituye la transición entre la Edad Media y el Renacimiento, particularmente en España. 

## Período histórico
Dicha época abarca en el reino de Castilla los reinados de Juan II (1406-1454), gran protector de las letras y las artes, Enrique IV, etapa que supuso en cierta manera un parón, y los Reyes Católicos Isabel y Fernando. En el reino de Aragón, por otra parte, se vive una transición similar con Alfonso V de Aragón (1416-1458), aunque este impulso inicial fue sin embargo agotado por la mayor brillantez del Renacimiento castellano. Los autores más destacados fueron Bartolomé Torres Navarro, Gil Vicente y Fernando de Rojas.

## Características generales del período
El Prerrenacimiento es una época coyuntural o de transición entre la Edad Media y los nuevos aires del Renacimiento; en este siglo la burguesía creció mucho económicamente y demandó más poder político, lo que creó gran inestabilidad, guerras civiles y sátiras antinobiliarias como las Coplas de Mingo Revulgo, las Coplas de la panadera o las Coplas del Provincial. La monarquía, enfrentada siempre a la nobleza, procuró aliarse con el patriciado urbano y consolidar un estado cada vez más absolutista reforzando instituciones como la Inquisición o la Santa Hermandad y unificando bajo su control las Órdenes militares. Los reyes recurrieron incluso a los conversos para crear una nueva clase funcionarial no adepta a la nobleza que les pudiese ayudar contra ella. Es más, los valores burgueses del materialismo y del individualismo confunden y erosionan la ordenada sociedad estamental. Sin embargo, en España y también por toda Europa hubo grandes epidemias de Peste Negra que, aproximadamente, mataron a un tercio de la población, por cuyo temor, y ante la decadencia moral de la Iglesia Católica (Cisma de Occidente, simonías, ejecución de Juan Wiclef y Jan Hus...), se extendió un tipo religiosidad interior más libre y menos formal y externa, más cristocéntrica que antropocéntrica sin embargo, la llamada devotio moderna, que aunque no es todavía protestantismo ni laicismo anuncia ya esas tendencias al final del camino.
Durante esta época convive un incipiente Humanismo con la Escolástica medieval, hay una primera ola de italianismo en las Artes y la Literatura, se emprenden numerosas traducciones y vulgarizaciones de textos grecolatinos y se abre paso una concepción antropocéntrica, más positiva e idealizada de la realidad, en consecuencia, la muerte pasó de ser un trance liberador, a ser un paso doloroso y traumático. La imprenta, por otra parte, multiplica los libros y con ellos la curiosidad y la sed de saber, afloran las contradicciones y resurge poderosamente el sentido crítico, el racionalismo y la ciencia contra el magister dixit o argumento de autoridad medieval. Se empiezan a escribir textos importantes en idioma castellano ennobleciendo la lengua romance, pero todavía tiene amplio curso el latín.

## Literatura
En el campo de las letras representan esta primera apertura de la Edad Media al nuevo espíritu del Renacimiento.

### Prosa
En la prosa hay que destacar dos clases de obras: narrativas y didácticas. Entre las narrativas se desarrollan dos géneros nuevos, la novela sentimental y el libro de caballerías. Diego de San Pedro es el representante más destacado del primer género, con Cárcel de Amor (1492), de carácter simbólico y en parte misógino, que lleva a su culminación y a su fin el amor cortés medieval, entre otros autores como Juan Rodríguez del Padrón y Juan de Flores. En cuanto al segundo género, el siglo XV se inicia con la Crónica sarracina (h. 1430) de Pedro del Corral, pero el autor más destacado es Garci Rodríguez de Montalvo y su Amadís de Gaula (1508), el primer y mejor de los libros de caballerías que tan leídos serán en el siglo XVI; aunque refunde material narrativo anterior, viene a revitalizar el arquetipo medieval del caballero y a renovarlo con facetas cortesanas.
En cuanto a la prosa didáctica, destacan las obras de Diego de Valera (1412-1488), un hombre para quien la nobleza no es sangre, sino virtud y que ya es del renacimiento al defender a la mujer en su Tratado en defensa de virtuosas mujeres (1444-5), como Álvaro de Luna, Juan Rodríguez del Padrón y Martín Alonso de Córdoba en su mismo siglo, contra la misoginia medieval del arcipreste de Talavera, cuyo Corbacho o Reprobación del amor mundano (1438) ataca a la mujer mostrando sus engaños, si bien demuestra un gran interés por lo psicológico y lo personal típicamente renacentista y enseña las diferencias de los diversos tipos de hombres, intentando demostrar la falsedad del amor a lo material. Alfonso de la Torre compone una pequeña enciclopedia, la Visión delectable (h. 1440), aunque con una típica y rígida estructura medieval. El Victorial (h. 1436) de Gutierre Díez de Games expone un modelo de biografía cortesana; y también los biógrafos Fernán Pérez de Guzmán y Hernando del Pulgar, que, entre otros muchos, confieren gran importancia al hombre (nobles caballeros cortesanos y eclesiásticos) y sus méritos terrenales (fama) contra el espíritu medieval de la miseria hominis, para el cual todo eso es pecado y vanagloria, siguiendo el modelo de Plutarco, utilizando ya una prosa nítida y equilibrada sin excesivos cultismos. Las Letras de Fernando del Pulgar reflejan como el humanismo valora el humor. La moral pagana se difunde a través de las traducciones de las fábulas de Esopo (el Ysopet de 1478), el hispano y moralizante Séneca y otros autores. Una curiosa mezcolanza de humanismo renacentista y superstición medieval ofrece la obra conservada de Enrique de Villena (1384-1434). Aparte de diversas obras históricas, destaca el género del libro de viajes: de Ruy González de Clavijo, su Embajada a Tamorlán (1406-12) y las Andanzas y viajes de Pero Tafur. 
La Celestina de Fernando de Rojas viene a ser la culminación de este periodo de prosa prerrenacentista, todavía con afectaciones latinizantes y, sin embargo, con un gran aporte de inspiración popular y lengua castiza.

### Poesía
En poesía, a la que pertenecen la mayor parte de las obras literarias, se pueden clasificar tres grupos: épica, lírica y satírica. La épica se divide en popular y culta. En la épica popular destaca el Romancero, que mantiene las características apuntadas en la Edad Media. En la épica culta destaca Juan de Mena y el marqués de Santillana.
- En la lírica destacan dos corrientes:
  - La Escuela alegórico-dantesca, de carácter culto e italianizado, que cultiva preferentemente el verso dodecasílabo en dos hemistiquios de seis sílabas separados por cesura, en coplas de arte mayor, representada por:
    - Micer Francisco Imperial, autor del Dezir de las siete Virtudes (1407) entre otros poemas.
    - Pablo de Santa María, autor de Las siete edades del mundo (1430), un poema sobre la historia universal.
    - Íñigo López de Mendoza, marqués de Santillana, que intenta introducir el petrarquismo del soneto (italianizante), pero también usa la copla de arte de mayor en el poema épico Comedieta de Ponza (1443).
    - Diego de Burgos, su secretario y criado del anterior y poeta también, quien compuso un gran planto en memoria de su señor don Íñigo, el Triunfo del Marqués (1458) que no tiene nada que envidiar a los propios poemas del mismo.
    - Juan de Mena, que introduce con su Laberinto de Fortuna (1444) un gran poema alegórico a la manera de Dante Alighieri, con un artificial estilo muy latinizado, y compone además su Omero romançado o Sumas de la Ilíada de Homero (h. 1442-1444), prosificación en 36 capítulos de la Ilias latina —antigua versión resumida en hexámetros latinos de la Ilíada—, por encargo de Juan II de Castilla.
    - Juan de Padilla, el Cartujano, el autor más tardío, con su Laberinto del duque de Cádiz Ponce de León (1493) y otros poemas.

  - Dentro de la lírica cancioneril, caracterizada por el cortesano abuso del ingenio y la retórica del conceptismo así como por el uso del arte menor, más en concreto del vivaz verso octosílabo, destacan como prerrenacentistas:
    - Gómez Manrique, un hombre al servicio de la corona y crítico en poemas morales contra el mal gobierno, creador de la sextilla de pie quebrado o sextilla manriqueña e iniciador del teatro castellano.
    - Jorge Manrique, que usa ya una lengua clara y antirretórica del renacimiento y estima el valor de la fama, que ya no es la pecadora y medieval vanagloria en sus universales Coplas a la muerte de su padre

## Lengua literaria
Existen dos tendencias, una culta y otra popularizante. La culta, propia del ámbito cortesano, se distingue por emplear una lengua artificiosa y latinizada (usa muchas palabras tomadas directamente del latín sin cambios, los llamados cultismos) tanto en la prosa como en el verso, y se abusa del orden de palabras de esta lengua, más prestigiosa y sabia que la vulgar, mediante el hipérbaton, poniendo el verbo al final de la frase; asimismo, se emplean otras construcciones sintácticas latinizantes, como las oraciones de infinitivo y de participio presente. Abunda en esta tendencia la retórica y la alegoría, así como la subordinación. La poesía es densa, alegórica y conceptista.
La tendencia popularizante es más abierta y anuncia ya la claridad del racionalismo renacentista; se distingue por dignificar (nobilitare) la oralidad del castellano, pero purificando su naturalidad mediante la selección de lo mejor: Antonio de Nebrija escribe la primera gramática de una lengua románica vulgar en 1492, ya que "la lengua siempre fue compañera del imperio", esto es, alcanza su perfección cuando el poder político de una nación se halla en lo más alto, como ocurrió cuando Roma alcanzó el imperio y sus autores escribieron en su propia lengua, el latín; por eso, cuando Castilla ha alcanzado su máximo poder, es digno usar un habla castiza, pura, coloquial y familiar, que rechace u oculte la retórica (como hacen Gómez Manrique y Jorge Manrique), y emplee recursos propios de la literatura de transmisión oral, como los refranes, las frases hechas, las exclamaciones, las frases cortas o cortadas, el frecuente anacoluto, las palabras claras y significantes, los diminutivos y las construcciones paratácticas, de forma que todo se entienda clara y directamente. En la lírica se muestra mediante el desarrollo del villancico popular, que algunos autores como Gil Vicente glosan, imitan o acogen en sus obras, o de las serranillas, que escribe el Marqués de Santillana, autor también de una colección de refranes, así como por las reminiscencias del Romancero viejo y su imitación consciente en estilo y temas por parte autores modernos del siglo XV: el llamado Romancero nuevo.

### Teatro
En el teatro destacan escritores como:
- - Juan de Fermoselle, más conocido como Juan del Encina, también gran poeta,
  - Gil Vicente, dramaturgo portugués destacado por sus obras en castellano y reconocido como compartidor con Juan del Encina de la paternidad del teatro español.
  - Lucas Fernández, como del Encina, autor de églogas.
  - También fue dramaturgo Gómez Manrique, evolución sobre el Auto de los Reyes Magos y el teatro religioso medieval

Menos evidente es la condición escénica de La Celestina, una obra dialogada.

## Influencias literarias del prerrenacimiento español
Políticamente empieza a configurarse una época que emerge ya con los Reyes Católicos la monarquía absoluta; la mentalidad filosófica (que como forma mentis es todavía escolástica), deja ya traslucir tendencias innovadoras, tanteando nuevas ciencias, a veces utopías, a veces raras especulaciones, en forma de rebeliones que toman la forma, más que de razonada filosofía, de preferencias o confusas reacciones sentimentales. Asoma la pasión filológica del Humanismo y los temas mitológicos.
Los escritores que influenciaron con su obra este movimiento provenían de la Italia de primer Renacimiento:tendido ni asimilado por los grandes poetas españoles del XV, pese a imitarlo todos. Los poetas del Cancionero de Baena, que conocen a Dante, toman de él lo más superficial (Villasandino, Ferrán Manuel de Lando o Gonzalo Martínez de Medina). El marqués de Santillana representa algo muy distinto. Lo que le atrae y emociona de Dante es la vestidura exterior del poeta, que es lo que trata de adaptar en sus propias concepciones, donde la imitación dantesca es fehaciente y sobradamente conocida. Juan de Mena es un alma más dantesca, más afín al genio fuerte, al poeta del vasto fresco. Por ello, compone un verdadero poema nacional. Diego de Burgos, Gómez Manrique, Pedro de Escavias, Jerónimo de Artes, Pero Gillén de Segovia, hasta el Arte de la poesía castellana de Juan de la Encina (1498) siguen a Dante, sin olvidar a sus dos traductores que cierran la Edad Media, Pedro Fernández de Villegas y Hernando Díaz, con una versión hoy perdida.
Santillana cita también a Cino da Pistoia y otros autores del Dolce stil nuovo.
Petrarca llega traído por los brotes del humanismo. Ha sido coronado en el Capitolio y así lo recuerdan Santillana y Juan Rodríguez del Padrón en la Cadira del honor. Pedro Martín, en sus Seis Sermones de romances, no contento con exaltarle junto a los filósofos, le coloca con los Santos Padres. Alonso Fernández de Madrigal, el fecundo Tostado, lo recuerda, por haber elogiado la vida solitaria, en el opúsculo De como al ome es necesario amar y en su Comento de las chrónicas de Eusebio. Por este tiempo, un anónimo que Farinelli identifica con Pero Díaz de Toledo extrae de De Vita Solitaria una bella colección de sentencias (Flores e Sentencias de la Vida de Soledumbre). El arzobispo burgalés Alonso de Cartagena utiliza también el famoso tratado petrarquesco para las glosas de su versión de De Providentia de Séneca (Cinco libros de Séneca, Sevilla 1491). Vuelven a Petrarca, al tocar el tema de la fortuna, tan típico del siglo, el agustino fray Martín Alonso de Córdoba con su Compendio de la Fortuna. De Petrarca se leen más los Triunfos, más acordes con el gusto por la alegoría medieval, que el Canzoniere. Si Dante es aprehendido solo en lo más superficial de su capa alegórica y hay que aguardar también a la renovación poética de Garcilaso de la Vega para que sea saboreado el Petrarca del Cancionero.
Boccaccio tampoco es conocido en el siglo XV como prosista y para sus admiradores cuatrocentistas españoles era un sabio erudito, tratadista de cosas graves, de los hombres y las mujeres ilustres, de los dioses paganos, «de los montes, rios e selvas», como dice su anónimo traductor. Todos lo proclaman gran poeta; se le tiene no por unidad, sino como repertorio medieval enciclopédico y moral. De casibus virorum, que ya al final de su vida (antes de 1407) traducía el canciller Pero López de Ayala (Caída de Príncipes) y completaba el arzobispo de Burgos en 1422. De nuevo aparecía el tema de la fortuna. Su eco resonaría en otros autores: Pedro Díaz de Toledo, el bachiller de la Torre, Diego de Valera. «Ni el mismo Dante, ni el mismo Petrarca tuvieron en España más lectores y admiradores que Boccaccio» (Menéndez Pelayo). Pareja admiración despertó su De claris mulieribus, que desata toda la literatura pro y antifeminista del tiempo. Sus obras mitológicas, la Genealogía de los dioses paganos escrita en latín, es también muy citada. De los libros menores en lengua vulgar, Fiammetta es recordada en la Comedieta de Ponza. Había dos versiones manuscritas en El Escorial, siendo impresa la traducción en Sevilla (1497). Toda la novela sentimental (Diego de San Pedro, Juan de Flores) la recuerda. También Il Filocolo, La Teseida, Il Filostrato y los dos Ninfale los poseyó Santillana y fueron aprovechados para sus decires narrativos. El Decamerón, no ajeno a los escritores españoles del s. xv, no fue tan de su agrado como las otras obras, quizá por su falta de sentido moral. Solo en la segunda mitad del XVI se empezaría a explotar el tesoro narrativo del Decamerón por Torquemada en su Jardín de flores curiosas, tan leído por Miguel de Cervantes, y Joan Timoneda en su Patrañuelo.
Dante Alighieri es importante en el siglo XV por su Divina comedia, en la que habla del paso del autor de la obra por el Infierno, el Purgatorio y el Paraíso. Esta gran alegoría impresionó a los cultos poetas de la llamada escuela alegórico-dantesca: Juan de Mena e Íñigo López de Mendoza, especialmente, que escribieron grandes poemas narrativos como él.